# Inés Flores
Paula Inés Flores Merino (Piura, 4 de julio de 1957-Lima, 29 de octubre de 2023) fue una periodista y catedrática peruana. 

## Trayectoria
Nació en Piura, Perú, en 1957. Estudió Ciencias de la Comunicación en la Universidad de Piura. Una vez terminados sus estudios universitarios, trabajó en medios locales piuranos. Luego, en 1981, se mudó a Lima, en donde empezó a trabajar como parte de la sección de policiales del diario La República, entonces recién creado. Regresó por un breve periodo a Piura, para luego volver a La República, en el cual trabajó de manera ininterrumpida desde 1983 hasta su muerte. En La República, llegó a ocupar el cargo de Jefa de Informaciones.  
Es reconocida por haber ejercido una cobertura periodística crítica durante la dictadura de Alberto Fujimori, entre los años 1990 y 2000, tanto hacia el gobierno como hacia Sendero Luminoso. También, destacó por su columna semanal de opinión en el diario La República, La Tribu, en el que discutía hechos del panorama político nacional desde una mirada crítica.
Siguió estudios de posgrado en la Universidad de Navarra y Universidad de San Martín de Porres. Se tituló de la segunda como Magíster gracias a la tesis La ideología liberal en el periodismo de Mario Vargas Llosa. Se desempeñó como docente de la Facultad de Ciencias de la Comunicación de la Universidad de San Martín de Porres hasta el 2022.  
Fue reconocida de manera póstuma con la distinción "Detrás de la noticia", otorgada por parte de la Cámara de Comercio de Lima a los periodistas de larga trayectoria profesional.